# Seis piezas sobre cantos populares españoles
Seis piezas sobre cantos populares españoles (Sis peces sobre cants populars espanyols) és una col·lecció de peces per a piano del compositor i pianista lleidatà Enric Granados, composta cap al 1895 i dedicades “a mi queridísima y respetable amiga Dª Cecilia Gómez de Conde”, nora d’Eduardo Conde. El conjunt de set fragments (un Preludi introductori, Añoranza, Ecos de la parranda, Vascongada, Marcha oriental, Zambra i Zapateado), de clara inspiració nacionalista, són una mostra de l'escriptura brillant, la complexitat tècnica i el dinamisme d'altres obres del mateix període, com el Quintet op. 49 o el Trío op. 50; l’aspiració compositiva i l'escala de les mateixes, però, és la de col·lecció de peces de saló, lluny encara de l’ambició de les seves obres cabdals.

## Època de composició
A pesar d'estar situada al voltant del 1895, no existeix cap data de composició ni número d’opus escrits pel mateix compositor; de fet, no es conserva cap manuscrit complet de l’obra, però sí un del Preludio que encapçala la col·lecció. Aquest manuscrit, signat “Enric Granados”, presenta una grafia d'estil infantil que difereix de la pròpia del compositor, la qual cosa indica que no es tracta d’un autògraf sinó d’una còpia feta per una altra persona. A pesar d’això, aquesta font, juntament amb l'estil compositiu de l’obra, són les eines més útils de les que disposem per situar el seu moment de creació.
La dècada de 1890 és considerada l’època en què Granados arriba a la maduresa com a pianista, oferint nombrosos concerts com a solista amb gran èxit de públic i crítica, com els celebrats al Salón Romero o al Teatre Líric aquell mateix any 1895; és, a més, el començament de l’adopció d’una línia en el seu llenguatge d’un nacionalisme tardoromàntic, en comunió amb les idees del seu mestre Felip Pedrell. Poc temps abans, el 1892, s’havien publicat les seves famoses Danses espanyoles per piano, on Granados va començar a fer servir aquest estil de caràcter folklòric, cridant l’atenció de compositors coetanis com Grieg, Saint-Säens o César Cui; podem considerar aquest recull de peces una continuació d’aquesta producció folklòrica basada en moviments de dansa i de petita escala. Uns anys després, en 1898, Granados estrenà l’òpera María del Carmen, també de caràcter nacionalista; en ella, Granados fa servir part del material i la temàtica d’aquest recull de peces.

## Anàlisi musical
No pot dir-se que, en el seu total de set fragments, el tractament culte de l'element folklòric sigui de gran varietat, a diferència d'altres col·leccions, o de grans ambicions o complexitats compositives; malgrat això, les arrels del seu estil són clarament populars espanyoles, dins una estètica i una tècnica purament romàntiques, d’una forma molt similar a la que tracta les Danses populars espanyoles, a les que convé adscribir aquestes Sis peces. Una interpretació completa estàndard de tot el recull dura uns 25 minuts.

### Preludi
Aquest fragment és, a diferència dels preludis de compositors romàntics com Chopin, que cultivaren aquesta com una forma breu i aïllada, una mena d'entrada per al conjunt complet. El fragment, marcat Andante, mostra una evident forma ABA’, on es presenta la principal inspiració musical de tota la col·lecció: l'oposició entre instrument i cant, aquí il·lustrada per l’alternança entre la imitació de la guitarra (tota la figuració arpegiada) i uns curts apunts de copla, fragmentats per intervencions de l’instrument, de caràcter andalús i arcaic, a través d’una intervàl·lica que no supera l’octava i una fluctuació constant entre notes naturals i alterades. És destacable el fet que la peça no porta cap armadura escrita, però la insistència sobre l'acord de Fa#M ens ubica en l'entorn tonal de Si; segons aquesta hipòtesi, aquesta peça seria, per tant, una mena de pedal de dominant precedint una entrada en aquest to. També es pot entendre la manca d’armadura com l’ús d’un mode frigi o andalús sobre Fa#.

### Añoranza
La primera peça pròpiament dita del recull (en Re menor, per tant no continuant amb la tonalitat que esperàvem segons el Preludio) rep aquest suggerent títol, allunyant-nos de la referència directa a una dansa o un cant popular d’una regió geogràfica determinada. El material que s'exposa, en una forma en 8 seccions breus A-B-A-B’-C-B-A-Coda (que podríem agrupar en 3 seccions, AB-AB’C-BA+Coda), alterna un element de sentit ornamental i pianístic de notes dobles staccato i lleugers acords amb acciaccatura (A, que té una certa funció d’introducció, interludi i epíleg en les seves exposicions sucesives) amb una amplia frase vocal i malinconica, primer en piano, després més apassionadament i en octaves. Aquest motiu que forma la frase B és el generador de tota la resta de la peça, incloent la petita secció C, on es troba una mostra puntual del caràcter recitatiu tan propi de l'estil de Granados i que vertebra aquest recull de peces. Aquesta secció funciona com a pont per a una reexposició de la primera part de la peça, que conclou amb una breu coda de caràcter armònic, fent servir una expressiva apoggiatura de 9ª per suspendre el tancament.

### Ecos de la parranda
Aquesta segona peça, de caràcter més descriptiu, evoca els records difusos de la música escoltada en una festa, on va ser tocada per un grup aficionat o semiprofessional, com és costum en molts pobles d’Espanya. La peça està construïda sobre una escala andalusa de Fa, i el seu motiu generador, aquest rumor de terceres alternants, fa insistència sobre el característic II grau rebaixat d’aquesta escala. Encara que l'estructura és molt episòdica i lliure, podem estructurar-la en 8 períodes curts A-B-A-C-A’-C-A-Coda. Tornem a trobar-nos en aquesta peça el contrast entre material instrumental (terceres alternants, arpegis guitarrístics, imitacions de les castanyoles al motiu llunyà dels cc. 15-20) i fragments de copla, que esclaten en una secció central més apassionada abans de tornar a una reexposició del material previ. La coda accentua encara més la sensació de llunyania i record amb un tempo més lent i una dinàmica pp.

### Vascongada
La tercera peça d’aquesta suite és la primera amb un caràcter marcadament virtuosístic. Amb una major riquesa de material que les anteriors, aquest fragment en Sol M porta un caràcter viu i scherzante que ens ubica en el món de les danses populars i festives i, en concret, en Euskadi (encara que no hagi fet servir un zortziko, la percussiva accentuació i la factura instrumental, que sembla fer al·lusió a instruments com txistu i tamborí ens situen allà), retornant també al contrast entre instruments i veu, entre tempo giusto i rubato lliure. Podem distribuir el material en una estructura A-B-C-A, basant-nos sobre tot en els centres tonals (Sol M-si m/M-Re M-Sol M), destacant en les seccions extremes el material més virtuós i rítmic (cascades de fuses, octaves accentuades), el material més dramàtic en B (amb aquests clímax sobre una 9ª m de dominant de Si) i el més líric en els ja esperats recitatius fragmentats de C.

### Marcha oriental
Amb aquest títol encapçala Granados la quarta peça d’aquesta sèrie, una rítmica i repetitiva dansa en Do m i 2/4 que explota de forma ingenua i senzilla l'exotisme orientalista típic de l'estètica de l’època, fent servir cromatismes i l’interval de segona augmentada i una fórmula rítmica quadrada i reiterativa, quasi hipnòtica. Un cop més, l’autor explota en la secció intermedia d’aquesta peça de forma A-B-A-Coda el contrast del caràcter de dansa anterior amb un cant líric i fragmentari, i fa servir el mateix recurs de mort gradual del material (al que afegeix aquesta segona augmentada) a la coda.

### Zambra
Podem equiparar, en caràcter i complexitat, així com trobar múltiples semblances, aquesta Zambra amb la famosa Dansa espanyola nº5 de la col·lecció de 1892. El títol fa referència a una dansa morisca, que Granados reflecteix fent servir els recursos orientals més propis del seu estil: cromatismes, segones augmentades (sobre tot en ornaments), línia vocal plena d’inflexions, ornaments i alteracions, melismes, ritme de l’acompanyament… El material d’aquesta dansa en Sol m, també certament repetitiu, s’organitza en una forma A-B-A’, on A es troba dividit en 3 subperíodes que són repeticions del mateix material amb subtils canvis i flexions modals. Torna a ser notori el contrast entre el caràcter general més delicat de A i el extrem fff de B, que en aquesta ocasió no pren el caràcter lliure i declamat d'altres de les peces (encara que sí el lirisme, ja que el material és una melodia en tres octaves paral·leles).

### Zapateado
La peça que tanca aquesta col·lecció és, sens dubte, la més ambiciosa i complexa de la sèrie. El nom fa referència al tipus de ball folklòric andalús on el ballarí o ballarina fa servir els talons de les sabates per percutir el terra en un ritme de 6/8 molt marcat. La peça es de caràcter espectacular i virtuós, però construïda sobre elements senzills i atenent-se a una rigurosa simetria formal A-B-A’-Coda, on A té 3 subperíodes i B 4 subperíodes. En aquest cas, l’autor no busca el contrast entre veu i instruments, sinó que conserva en tot moment una escriptura de virtuosisme instrumental on el contrast és atorgat pel canvi modal Re M-m i per la variació rítmica de la base. La coda que tanca alhora peça i col·lecció fa servir material de B dins un intens crescendo i accelerando per culminar la peça amb quatre acords brillants.